# Cerradomys subflavus
Cerradomys subflavus је врста глодара из породице хрчкова (лат. Cricetidae).

## Распрострањење
Врста има станиште у Аргентини, Боливији, Бразилу и Парагвају.

## Станиште
Врста Cerradomys subflavus има станиште на копну.

## Угроженост
Ова врста није угрожена, и наведена је као последња брига јер има широко распрострањење.

### Популациони тренд
Популација ове врсте се смањује, судећи по расположивим подацима.